# Laugavegur (Reikiavik)

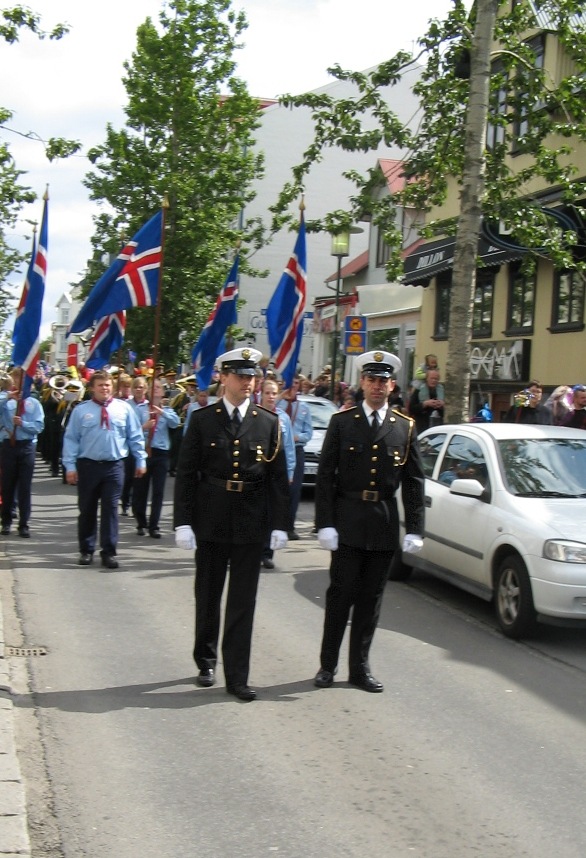
Un desfile el 17 de junio de 2007 en Laugavegur

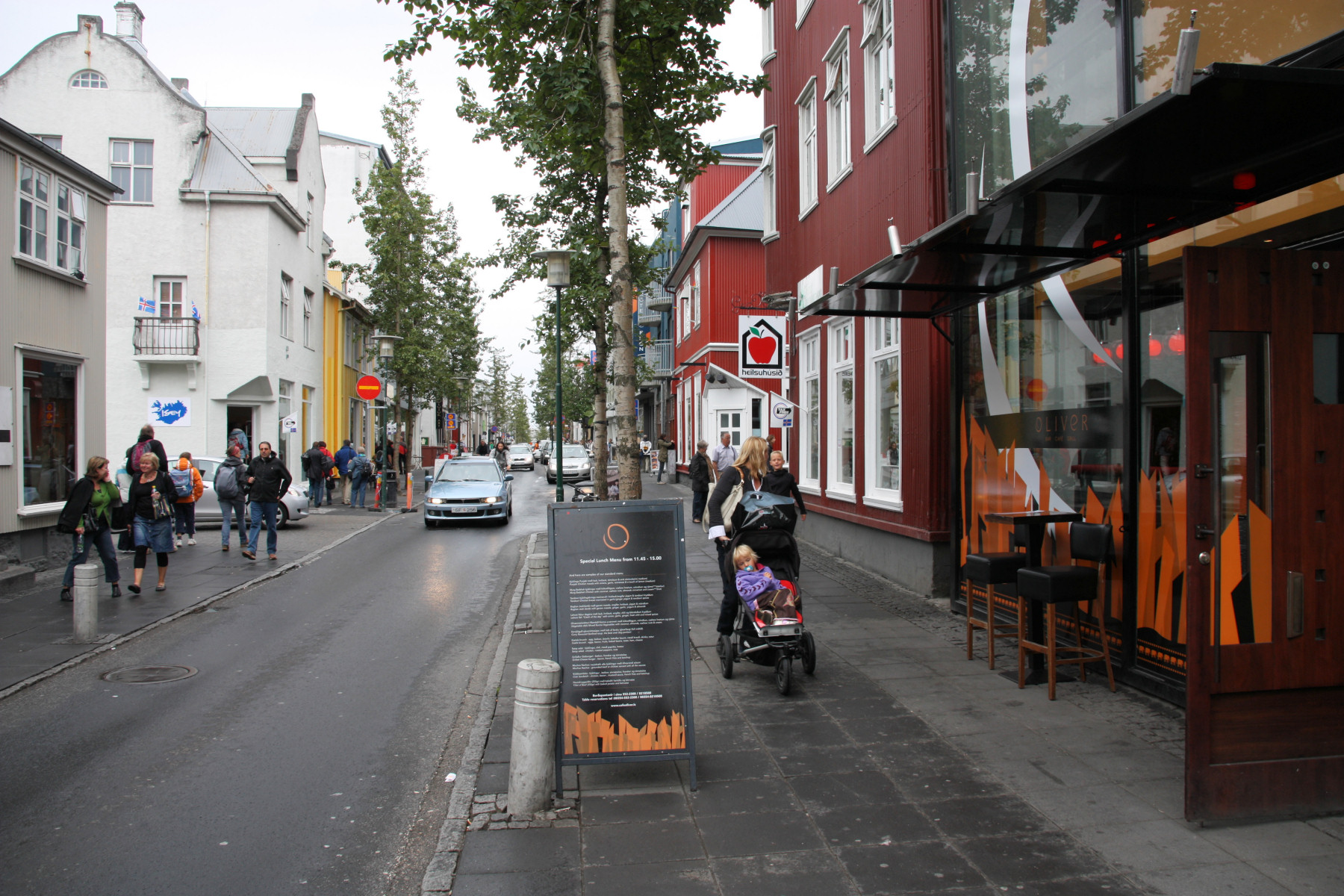
Laugavegur en el verano de 2009

Laugavegur es la principal arteria comercial del centro de Reikiavik, Islandia, y una de las calles comerciales más antiguas. El nombre significa "camino de lavado", ya que solía conducir a los manantiales de Laugardalur, donde en tiempos pasados las mujeres de Reikiavik llevaban la ropa a lavar.
Fue construida en 1885 como resultado de la decisión del consejo de la ciudad. Ha experimentado retrocesos económicos en los últimos años, debido principalmente al aumento en popularidad de los centros comerciales, especialmente Kringlan y Smáralind. Aún mantiene el encanto de una calle histórica de compras y en ella siguen localizándose las tiendas más exclusivas de Islandia.
También cuenta con varios bares, discotecas y restaurantes. Los viernes y sábados por la noche, la calle suele estar llena de gente durante toda la noche. El museo falológico islandés también está situado en esta calle.